# Церква святого великомученика Димитрія Солунського (Лісна Велесниця)
Церква Святого Великомученика Дмитрія Солунського — діюча мурована церква у селі Лісна Велесниця, Надвірнянського району на Івано-Франківщині. Парафія належить до Надвірнянського благочиння Коломийської єпархії Православної церкви України. Престольне свято — 26 жовтня (Св. Вмч. Дмитрія Солунського).

## Розташування
Церква знаходиться у центрі села Лісна Велесниця.

## Історія
В серпні 1991 року, з ініціативи мешканців села Лісна Велесниця Надвірнянського району на території початкової школи розпочалось будівництво Храму на честь Святого Великомученика Димитрія Солунського.
З духовним піднесенням всі мешканці села включилися в будівництво церкви, допомагаючи власними коштами та будівельними матеріалами.
Майстри Лісної Велесниці та довколишніх сіл докладали значних зусиль, щоб побудувати та оздобити церкву.
8 листопада 1993 року, на свято Дмитрія Солунського Храм було освячено.
Іконостас для церкви виготовили майстри з с. Лісна Терновиця, а оздоблювали золотом і розписували храм майстри зі Львова.
В 1997 році дерев’яну підлогу було замінено керамічною плиткою, а 1998 року  церква була обгороджена дерев’яним парканом.
З того часу й досі громада села весь час опікується Святинею. Її стараннями  було оновлено сходи та збудовано накриття над ними. Також встановлено металопластикові вікна й металеві двері. Дерев’яну огорожу замінено на викладену із каменю.
В останній час збудовано дзвіницю, а церковне подвір’я вимощене бруківкою.
На пожертви  та стараннями громади всередині Храм має святковий та охайний вигляд.

## Настоятелі церкви
Настоятелями  церкви в різний час були:
- о. Михайло Дяк
- о. Василь Филик
- о. Олег Траско
- о. Любомир Траско
- о. Микола Винник
- о. Володимир Солоджук
- о. Михайло Максим'юк з 2023